# Louis Claude Cadet de Gassicourt
Louis Claude Cadet de Gassicourt je bil francoski kemik in farmacevt, ki je sintetiziral prvo organokovinsko spojino, zato se nanj gleda kot na očeta organokovinske kemije, * 24. julij 1731, Pariz, Francija, † 17. oktober 1799 Pariz, Francija.
Študiral je na Collège des Quatre-Nations in postal glavni farmacevt v Hotel Royal des Invalides v Parizu. Kasneje je bil direktor manufakture porcelana v Sèvresu.
Leta 1760 je v reakciji kalijevega acetata z arzenovim trioksidom dobil rdečo tekočino, znano kot Cadetova kadeča se tekočina, v kateri je bila zmes kakodila in kakodil oksida. 
Leta 1771 se je poročil z Marie Thérèse Françoise Boisselet, ki je imela takrat dveletnega sina s kraljem Ludvikom XV.. Fanta je posvojil kot Charles-Louisa Cadeta.

## Vir
- J. Tulard in drugi. Histoire et dictionnaire de la Révolution française. 1789-1799. Pariz, 1987, ISBN 2-702-82076-X.